# Липецьк (аеропорт)
Аеропорт Липецьк (IATA: LPK, ICAO: UUOL) — аеропорт у Липецькій області, Росія розташовано за 12 км на північний захід від Липецька, біля Липецької авіабази.

## Приймаємі типи повітряних суден
Ан-2, Ан-12, Ан-24, Ан-26, Ан-26-100, Ан-28, Ан-72, Ан-74, Ту-134, Ил-114, М-101Т «Гжель», Як-40, Як-42, ATR 42, ATR-72, Bombardier CRJ 100/200, Embraer EMB 120 Brasilia, Embraer E-190, Saab 340b, Saab 2000, Airbus A319, Airbus A320 з незначними обмеженнями по злітній масі, Boeing 737-500, Sukhoi Superjet 100 і інші судна максимальною злітною масою до 60 тонн, і більш легкі, гелікоптери всіх типів

## Авіалінії та напрямки
| Авіакомпанія | Пункт призначення                                           |
| ------------ | ----------------------------------------------------------- |
| RusLine      | Краснодар, Москва-Внуково, Ст Петербург, Єкатеринбург, Сочі |
| S7 Airlines  | Москва-Домодєдово                                           |